# Euxoa ura
Euxoa ura är en fjärilsart som beskrevs av Smith 1905. Euxoa ura ingår i släktet Euxoa och familjen nattflyn. Inga underarter finns listade i Catalogue of Life.